# Ballymun Kickhams GAA
Ballymun Kickhams (en irlandais: Ciceam Bhaile Munna) est un club sportif de l’association athlétique gaélique (GAA) fondé en 1969 et situé dans la paroisse de Ballymun dans la banlieue nord de Dublin.
Le club doit son nom à Charles Joseph Kickham(1828-1882), écrivain essayiste et poète, membre éminent de l'Irish Republican Brotherhood.

Ils sont les actuels champions de la province du Leinster.

## Histoire
Le Ballymun Kickhams fut fondé en 1969 à la suite de la fusion de deux clubs, les Ballymun gaels et les Kickhams C.J, en 1981 le club atteint et perd sa première finale du championnat de Dublin.
L'année suivante, Ballymun remporte son premier titre de champion du comté, un trophée qu'il remportera à nouveau en 1985 ainsi qu'en 2012. Dans la foulée, le club remporte son premier titre de champion du Leinster en dominant Portlaoise à Mullingar le 9 décembre 2012.
Le 16 février, Ballymun Kickhams l'emporte au Semple Stadium face au club de Killarney, Dr.Crokes (1-10/0-09) et gagne ainsi le droit de disputer la finale du All-Ireland des clubs à Croke Park pour la première fois de son histoire.
Une finale perdue face à St Brigids (Roscommon) le 17 mars 2013.

## Palmarès
- Leinster Senior Club Football Championships: 1
  - 2013
- Dublin Senior Football Championships: 3
  - 1982, 1985, 2012

### Effectif 2013 de Ballymun Kickhams GAA
Effectif lors de la finale du All Ireland, le 17 mars 2013 face à St Brigids
| N° | Nom            | Poste                   | Âge |
| 1  | Sean Currie    | Gardien de but          |     |
| 2  | Eoin Dolan     | Arrière droit           |     |
| 3  | Sean George    | Arrière central         |     |
| 4  | Enda Dolan     | Arrière gauche          |     |
| 5  | Alan Hubbard   | Demi-défensif droit     |     |
| 6  | Karl Connolly  | Demi-défensif central   |     |
| 7  | James Burke    | Demi-défensif gauche    |     |
| 8  | James McCarthy | Milieu                  |     |
| 9  | Philly McMahon | Milieu                  |     |
| 10 | Davey Byrne    | milieu offensif droit   |     |
| 11 | Kevin Leahy    | Milieu offensif central |     |
| 12 | Jason Whelan   | Milieu offensif gauche  |     |
| 13 | Ted Furman     | Ailier droit            |     |
| 14 | Dean Rock      | Avant-centre            |     |
| 15 | Elliott Reilly | Ailier gauche           |     |

### Staff technique
- Paul Curran, (Bainisteoir) Manager-entraineur